# Цваліни-Малі
Цваліни-Малі (пол. Cwaliny Małe) — село в Польщі, у гміні Малий Плоцьк Кольненського повіту Підляського воєводства.
Населення — 75 осіб (2011).
У 1975-1998 роках село належало до Ломжинського воєводства.

## Демографія
Демографічна структура станом на 31 березня 2011 року:
|          | Загалом | Допрацездатний вік | Працездатний вік | Постпрацездатний вік |
| -------- | ------- | ------------------ | ---------------- | -------------------- |
| Чоловіки | 42      | 10                 | 25               | 7                    |
| Жінки    | 33      | 8                  | 17               | 8                    |
| Разом    | 75      | 18                 | 42               | 15                   |